# 大龍寺 (岐阜市)
大龍寺（だいりゅうじ）は、岐阜県岐阜市にある臨済宗妙心寺派の寺院である。山号は金粟山（きんぞくさん）。
※本来は、こんぞくさん　だいりょうじ　と読む
通称「だるま観音」。岐阜市の北端にあり山県市高富と隣接することから「高富大龍寺」とも呼ばれる。
本尊は腹帯子安観世音菩薩、達磨大師。子授け、安産、虫封じにご利益があるという。
美濃三十三観音霊場第十一番札所。美濃七福神（福禄寿）。土岐氏、稲葉一鉄ゆかりの寺である。

## 沿革

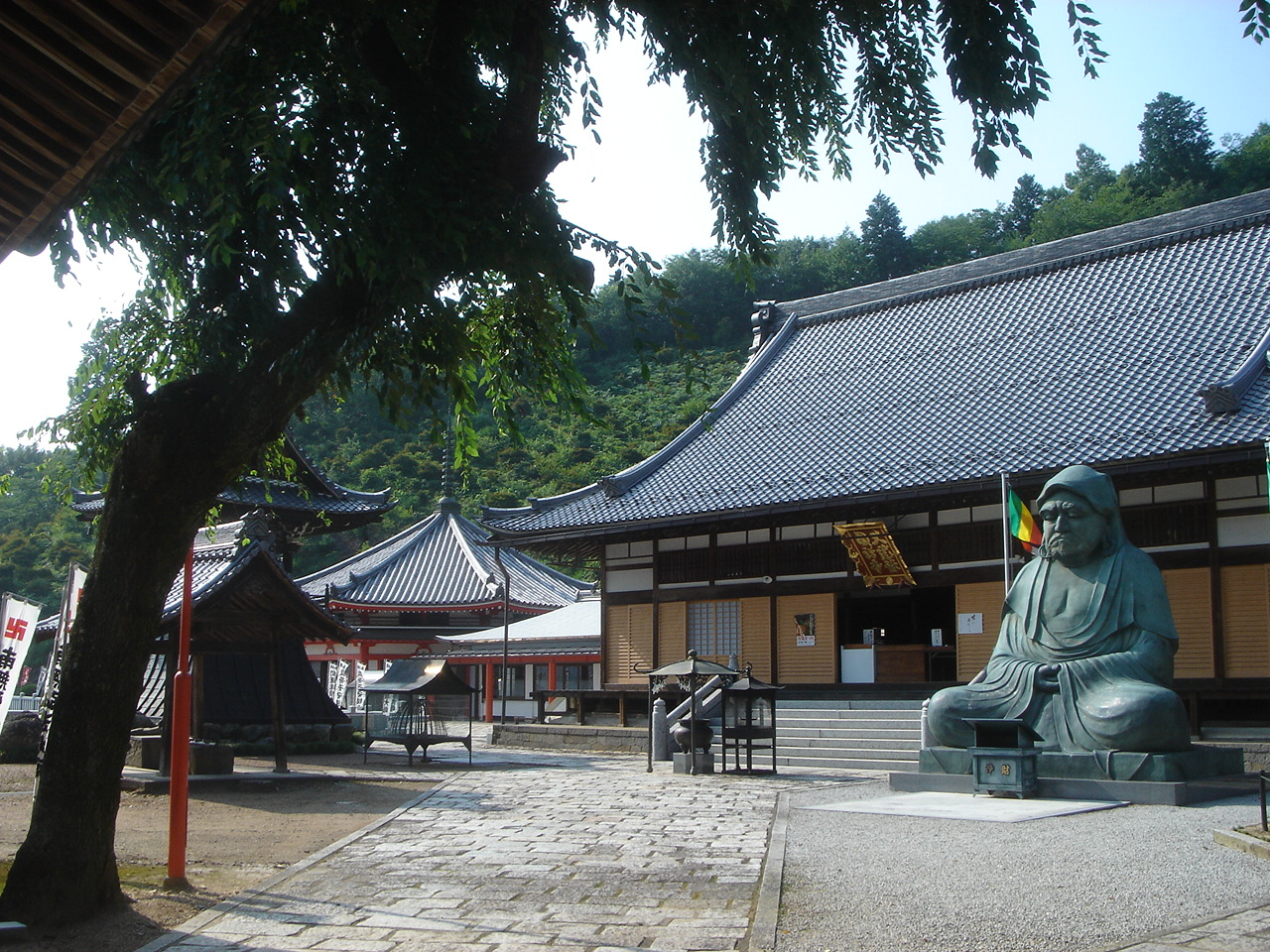
境内（2007年撮影）

- 飛鳥時代の持統天皇の時代、国家鎮守の寺として創建されたと伝えられている。平安時代に真言宗に改宗する。安元元年（1175年）、後白河法皇が腹帯子安観世音菩薩を安置。本尊とする。
- 明応年間（1492年 - 1501年）、土岐氏の強い要望により、瑞翁和尚が招かれる。文亀2年（1502年）、大龍寺は臨済宗に改宗し、達磨大師を安置する。
- 永禄年間（1558年 - 1570年）、別伝の乱（美濃国で起きた禅宗の宗派の争い）の折、大龍寺の五世龍谷は斎藤義龍に加担し、快川和尚をはじめとする多くの禅家と争うが敗北し、本山妙心寺から除籍される。その為一時廃れたが、天正年間（1573年 - 1592年）、再興される。
- 平成8年（1996年）5月5日、高さ5mの達磨大師坐像が安置される。

## だるま供養

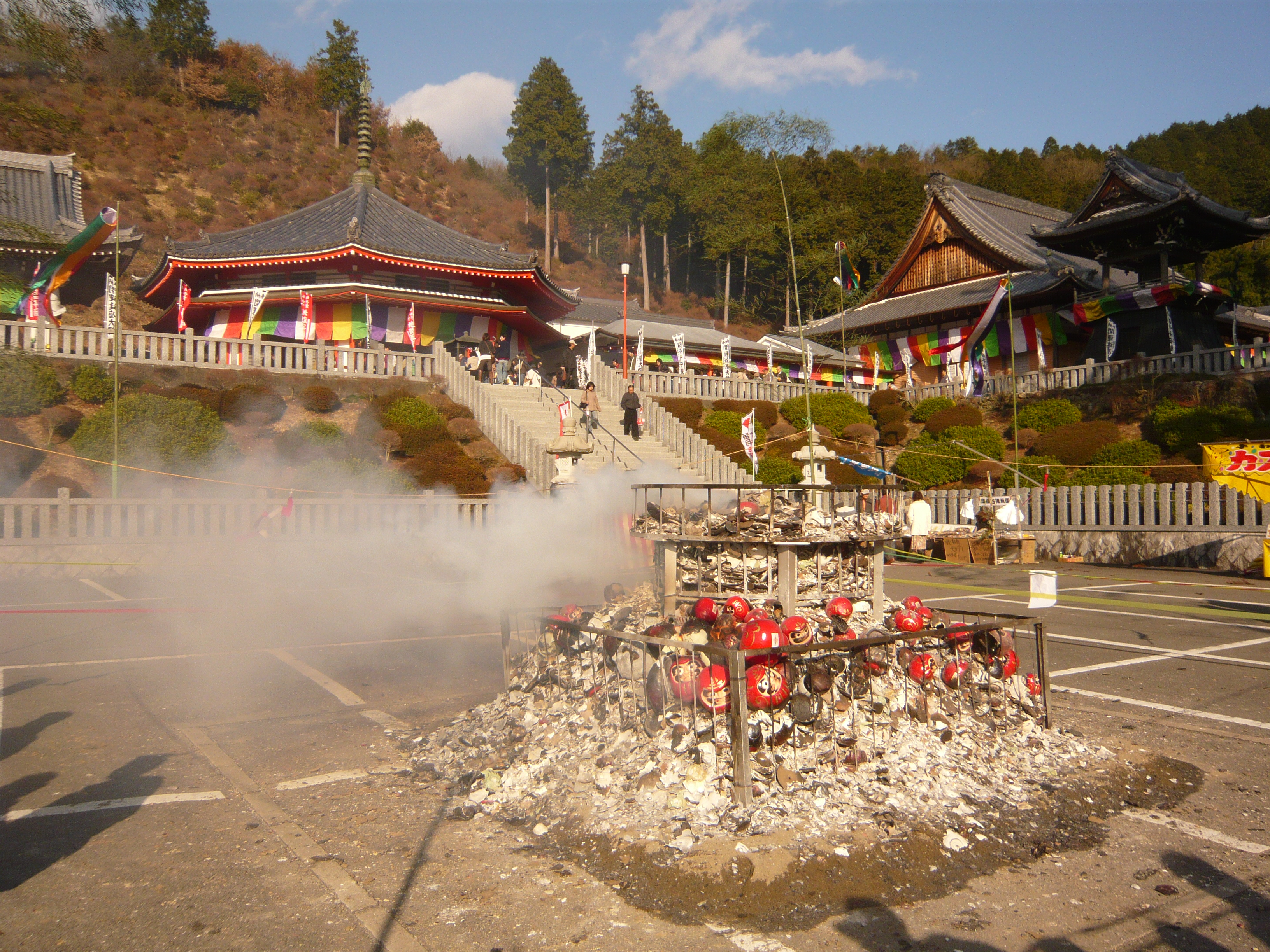
だるま供養

達磨大師の分身として寺で授与いたしている「祈願だるま」。念願かなって両目を入れ奉納されただるま約1万体を、丸1日かかって供養するもの。 
毎年第2日曜日に行われる。平成19年までは1月18日行われていた。

## 文化財
岐阜県指定重要文化財
- 紙本水墨仙厓筆老子図[2]
- 紙本水墨仙厓筆狗子仏性図[3]
- 紙本著色白隠筆白沢ノ図、観音像[4]

岐阜市指定文化財
- 絹本著色悟渓国師頂相[5]
- 絹本著色瑞翁国師頂相[5]
- 絹本著色快川国師頂相[5]
- 快川国師書跡[5]

## 所在地
岐阜県岐阜市粟野2339

## 交通アクセス
岐阜バス「高富大龍寺前」バス停が最寄である。徒歩2分。
- JR岐阜駅バスターミナル
  - 11番のりば　「高富」「山県市役所前」「岐阜女子大」「谷合」「塩後」「板取門原」「洞戸栗原」「山県高校」「美濃市駅（岐北病院経由）」「中濃庁舎（岐北病院経由）」行き
- 名鉄岐阜のりば
  - 4番のりば　　「高富」「山県市役所前」「岐阜女子大」「谷合」「塩後」「板取門原」「洞戸栗原」「山県高校」「美濃市駅（岐北病院経由）」「中濃庁舎（岐北病院経由）」行き

## 催事
- 境内は3,000坪の庭園があり、約1,000本のドウダンツツジがある。紅葉の名所である。庭園は春と秋に一般開放されている。（有料）
- 毎年8月18日、19日に灯篭まつりが行われる。